# Diplazium pedicellatum
Diplazium pedicellatum är en majbräkenväxtart som först beskrevs av Edwin Bingham Copeland och som fick sitt nu gällande namn av Barbara S. Parris.
Diplazium pedicellatum ingår i släktet Diplazium och familjen Athyriaceae. Inga underarter finns listade i Catalogue of Life.